# أناليز باسو
أناليس باسو (من مواليد 2 ديسمبر 1998) هي ممثلة أمريكية. اشتهرت بدورها في سلسلة محطم الثلج. لعبت دور البطولة في عدة أفلام مثل قصص ما قبل النوم (2008)، الحب يأخذ الجناح (2009)، الوقوف (2013)، كوة (2013)، وويجا: أصل الشر (2016)، وأدت دور البطولة من عام 2014 حتى عام 2015 في المسلسل التلفزيوني "الطريق الأحمر".

## أعمال

### أفلام
- (2008) قصص ما قبل النوم
- (2016) كابتن فانتاستيك[6]
- (2016) ويجا 2[7]

## وصلات خارجية
- الموقع الرسمي
- أناليز باسو على موقع IMDb (الإنجليزية)
- أناليز باسو على موقع ميتاكريتيك (الإنجليزية)
- أناليز باسو على موقع روتن توميتوز (الإنجليزية)
- أناليز باسو على موقع قاعدة بيانات الأفلام العربية
- أناليز باسو على موقع ألو سيني (الفرنسية)
- أناليز باسو على موقع تيرنر كلاسيك موفيز (الإنجليزية)
- أناليز باسو على موقع أول موفي (الإنجليزية)
- أناليز باسو على موقع قاعدة بيانات الأفلام السويدية (السويدية)
- أناليز باسو على موقع أول ميوزيك (الإنجليزية)
- أناليز باسو على موقع ديسكوغز (الإنجليزية)